# يوهان هيلدبراند
يوهان هيلدبراند (بالألمانية: Johann Hildebrand)‏ هو ملحن ألماني، ولد في 25 يونيو 1614، وتوفي في 5 يوليو 1684.